# Radiació de frenada

Radiació de frenada produïda per un electró d'alta energia desviat en el camp elèctric d'un nucli atòmic emet un fotó de raigs X.

La radiació de frenada o bremsstrahlung (de l'alemany bremsen «frenar» i Strahlung «radiació») és la radiació electromagnètica d'espectre continu produïda per la desacceleració d'una partícula carregada, sovint un electró, quan interacciona amb un nucli atòmic, amb una altra partícula o amb un camp electromagnètic. La desacceleració és provocada per la interacció amb una altra partícula, normalment un nucli atòmic, i els fotons emesos són de raigs X, radiació electromagnètica amb longituds d'ona d'entre 10–11 i 10–8 m (10 – 10 000 pm), més curtes que les de la banda ultraviolada.
Malgrat que, estrictament, la radiació de frenada es refereix a qualsevol radiació causada per l'acceleració d'una partícula carregada (i, per tant, inclou la radiació de sincrotró), és més habitual en el sentit més restringit de radiació provocada quan els electrons xoquen amb la matèria.
La radiació de frenada és un tipus de radiació secundària, ja que es produeix com a resultat de la frenada de radiació primària (com els electrons emesos en desintegracions β). En alguns casos, com amb el ³²P, la radiació de frenada que es produeix quan hom vol protegir-se de les radiacions β amb materials densos (com el plom) també és, al seu torn, perillosa i, per tant, cal buscar un altre tipus de protecció, amb materials de baixa densitat (plexiglàs, plàstic, fusta, etc.). En aquest darrer cas, com la velocitat de desceleració dels electrons (la derivada de l'acceleració respecte al temps) és menor la radiació de frenada emesa és de freqüència menor i, per tant, menys penetrant.

## Història

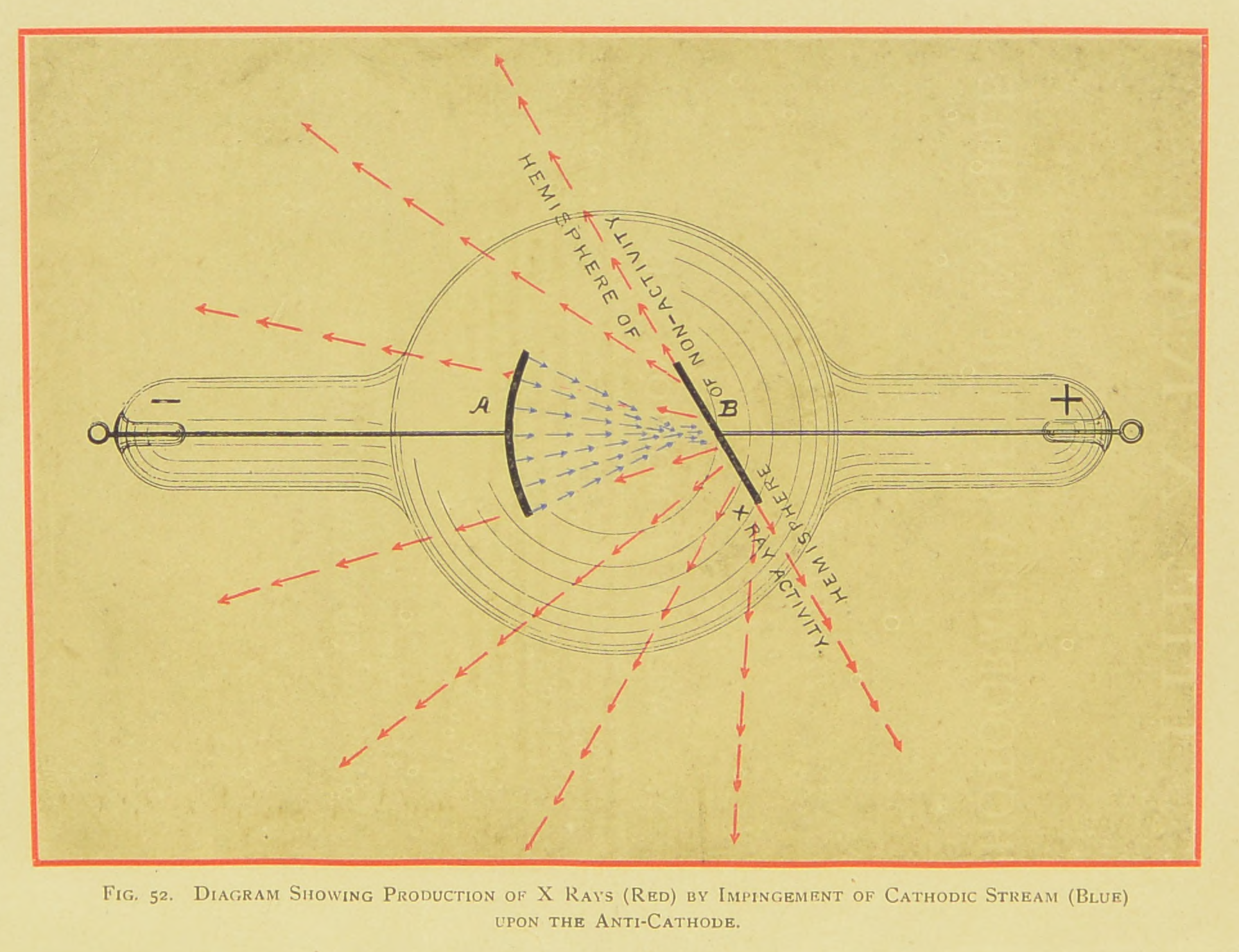
Il·lustració del 1896 d'un tub de raigs X. Els feixos d'electrons es representen com a línies de color blau, i els raigs X de color vermell.

Els raigs X foren descoberts el 1895 pel físic alemany Wilhelm Konrad Röntgen (1845-1923) mentre investigava els efectes dels feixos d'electrons (llavors anomenats raigs catòdics) en les descàrregues elèctriques a través de gasos de baixa pressió. Röntgen descobrí que una pantalla recoberta d'un material fluorescent col·locat fora d'un tub de descàrrega brillaria fins i tot quan estigués protegida de la llum visible directa i ultraviolada de la descàrrega gasosa. Deduí que una radiació invisible del tub passava per l'aire i feia que la pantalla fos fluorescent. Röntgen pogué demostrar que la radiació responsable de la fluorescència s'originava en el punt on el feix d'electrons colpejava la paret de vidre del tub de descàrrega. Els objectes opacs col·locats entre el tub i la pantalla eren transparents a la nova forma de radiació i Röntgen ho demostrà de manera espectacular produint una imatge fotogràfica dels ossos de la mà humana. Tanmateix, l'estudi separat dels dos components l'espectre de raigs X, l'espectre de línies característiques i l'espectre continu, només s'inicià divuit anys més tard. Pel que fa a l'espectre continu, el físic alemany Arnold Sommerfeld (1868-1951) proposà el nom de «bremsstrahlung» (radiació de frenada) amb l'aprovació del mateix Röntgen. Encara que ja en 1932 Scherzer suggerí l'experiment de coincidència entre fotons emesos i electrons sortints, les primeres mesures del procés elemental de la radiació de frenada foren realitzades pel físic alemany Werner Nakel, començant el 1966, i les del procés elemental de la radiació de frenada electró-electró per W. Nakel i E. Pankau, començant el 1972.

Espectre dels raigs X emesos per un tub de raigs X amb diana de rodi, operat a 60 kV. La corba llisa i contínua es deu a la radiació de frenada, i les puntes són línies K característiques per als àtoms de rodi.

Les investigacions teòriques del procés de la radiació de frenada han seguit les evolucions generals en la física. Els primers intents es basaren en l'electrodinàmica clàssica. Els càlculs semiclàssics de Kramers el 1923 i de Wentzel feren ús del principi de correspondència. Les primeres fórmules de secció eficaç quàntica per al procés elemental les obtingué el 1931 Sommerfeld en l'aproximació dipolar no relativista, incloent-hi la retardació. Amb l'adveniment de la teoria de Dirac, Hans A. Bethe (1906-2005) i H. Walter Heitler (1904-1981) aconseguiren el 1934 el primer càlcul relativista de bremsstrahlung emprant l'aproximació de Born. La secció eficaç resultant està disponible en una forma analítica relativament simple, la qual cosa té l'avantatge que la integració respecte dels angles dels electrons i fotons sortints es pot realitzar en una forma tancada. Els càlculs de secció eficaç relativistes amb funcions d'ona de Coulomb aproximades (funcions de Sommerfeld-Maue) es dugueren a terme el 1954 per Bethe i L.C. Maximon emprant l'aproximació d'alta energia i petit angle, i per Gerhard Elwert (1912-1998) i Eberhard Haug el 1969 sense fer aquestes suposicions. La millor teoria disponible implica l'ús de funcions d'ona «exactes» que descriuen un electró en un camp nuclear de Coulomb amb blindatge. Aquest mètode requereix càlculs numèrics extensos de l'element matriu mitjançant l'expansió d'ones parcials. Per tant, aquest procediment només fou possible el 1971, quan H.K. Tseng i E.H. Pratt aconseguiren calcular la secció eficaç doblement diferencial i els espectres de fotons. L'avaluació de la secció eficaç triplement diferencial és encara més complicada, i no fou fins als anys noranta del segle passat que alguns grups presentaren resultats sobre el procés elemental.

## Interacció d'electrons amb la matèria

### Emissió de radiació infraroja
Quan els electrons es mouen a gran velocitat contenen molta energia cinètica i quan es troben en el seu camí amb un àtom majoritàriament xoquen amb els electrons més externs i els passen part de la seva energia pujant-los de nivell. Els electrons es van frenant perdent energia en un seguit de xocs fins que són absorbits per un dels àtoms. Per la seva part, els electrons atòmics que han pujat de nivell descendeixen a nivells inferiors emeten radiació infraroja. Més del 99 % dels electrons que interaccionen amb la matèria es frena d'aquesta manera.

### Emissió de raigs X característics

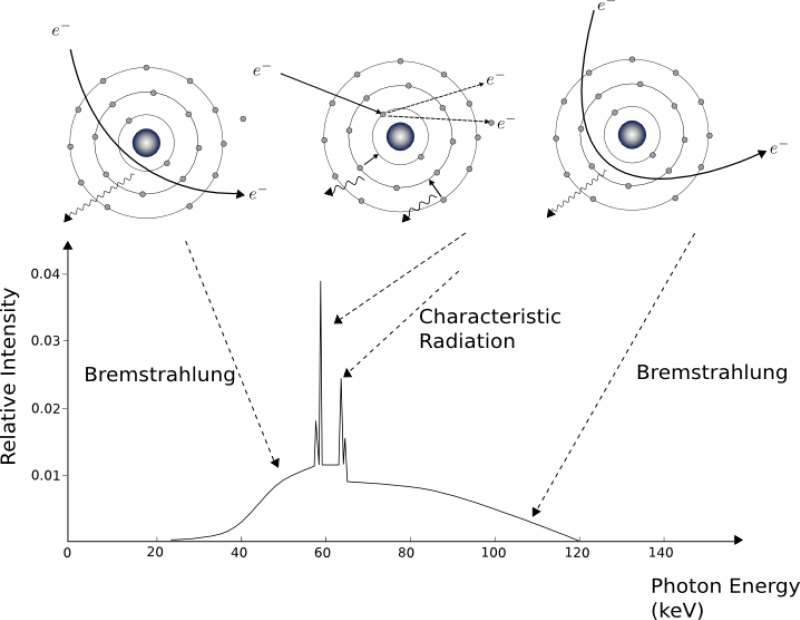

Els raigs X característics són emesos pels elements pesants com ara el tungstè o el molibdè, quan els seus electrons realitzen transicions a nivells energètics més baixos d'energia. L'emissió característica de raigs X, que es mostra a la il·lustració de la dreta com dos pics aguts, s'observen quan es produeixen vacants al nivell de nombre quàntic principal n = 1 o capa K de l'àtom i d'altres electrons cauen des de nivells més alts per omplir els buits produïts. Els raigs X generats per les transicions des dels nivells n = 2 fins a n = 1 s'anomenen raigs X Kα i els corresponents a la transició de n = 3→1, s'anomenen raigs X Kβ. Les transicions a n = 2 o capa L són designades com a raigs X L (n = 3→2 és Lα, n = 4→2 és Lβ, etc.).
La producció de raigs X típicament involucra el bombardeig d'un objectiu de metall en un tub de raigs X, amb electrons d'alta velocitat que han estat accelerats per desenes o centenars de quilovolts de diferència de potencial. Els electrons de bombardeig, poden expulsar electrons de les capes internes dels àtoms de l'objectiu de metall. Aquestes vacants s'omplen ràpidament pels electrons que cauen des dels nivells superiors, emetent raigs X amb freqüències ben definides, associades a la diferència d'energia entre els nivells d'energia atòmics dels àtoms de l'objectiu.

### Radiació de frenada

Línies de camp i mòdul del camp elèctric generat per una càrrega (negativa) que es mou primer a velocitat constant i després s'atura ràpidament (no de manera instantània, sinó ràpida) per mostrar la radiació de frenada generada.

Un electró, amb càrrega negativa, que es mou a gran velocitat quan es troba amb algun material en el seu camí pot passar proper a un nucli atòmic, amb càrrega positiva, pot quedar frenat en la seva trajectòria per atracció de les càrregues de diferent signe que posseeixen, disminuint la seva energia cinètica.

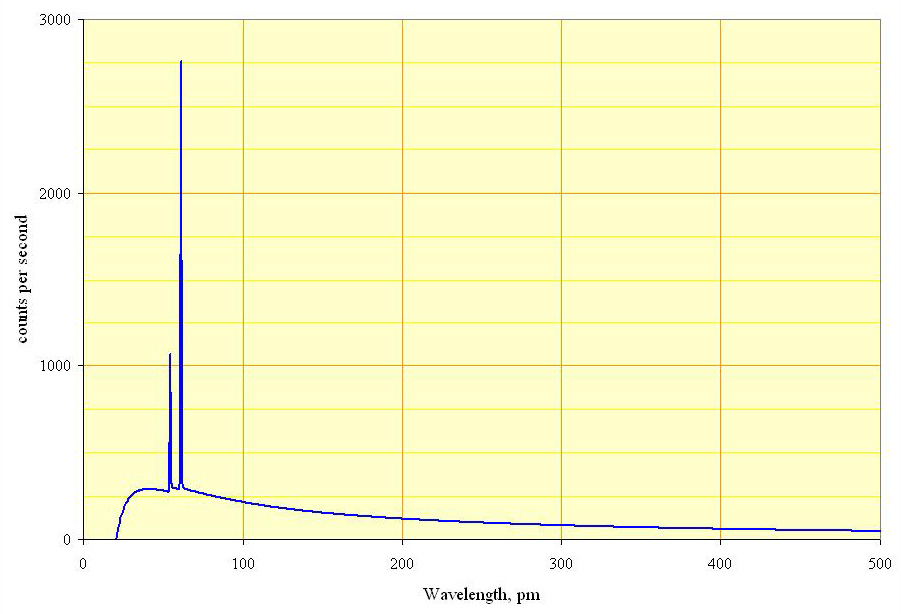
La corba de la radiació de frenada cau a zero a l'esquerra per a un determinat valor de la longitud d'ona. És la corresponent al fotó que s'emet quan l'electró queda completament aturat i passa al fotó tota la seva energia cinètica.

Una conseqüència directa de l'electrodinàmica clàssica de Maxwell és que una càrrega accelerada emet una ona electromagnètica que es propaga per l'espai que envolta la càrrega. És el fenomen que s'empra en les antenes per emetre ones electromagnètiques. La potència d'aquesta radiació és (fórmula de Larmor):
{\displaystyle P={\frac {1}{4\pi \varepsilon _{0}}}{\frac {2e^{2}}{3c^{3}}}a^{2}}
on {\displaystyle \varepsilon _{0}} és la permitivitat del buit, {\displaystyle e} la càrrega elèctrica elemental (si no és un electró, la càrrega de la partícula en moviment), {\displaystyle c} la velocitat de la llum i {\displaystyle a} l'acceleració de la partícula.
La mecànica quàntica, per altra part, prediu que hi ha una petita possibilitat que quan una càrrega sigui accelerada emeti un fotó d'energia {\displaystyle E=hf}, on {\displaystyle h} és la constant de Planck i {\displaystyle f} la freqüència de la radiació emesa. L'electrodinàmica clàssica prediu que sempre s'emetrà radiació quan, per exemple, un electró sigui frenat, la qual cosa no s'observa experimentalment. En canvi, la predicció de la mecànica quàntica sí que coincideix amb les observacions.
L'energia cinètica perduda per l'electró es pot emetre en forma d'un fotó de raigs X. L'electró pot perdre més o menys energia, depenent de la seva energia cinètica inicial, de la proximitat de la seva trajectòria als nuclis dels àtoms de l'ànode i del nombre de vegades que pateixi interaccions amb pèrdua d'energia. Les possibilitats d'aquest enfrenament són molt variables, es poden trobar entre una forta atracció que resulti en una frenada completa, de manera que el 100 % de la seva energia cinètica donaria lloc a radiació X; o bé, en alguns casos, l'electró pot seguir el seu camí sense patir cap mena de modificació en la seva trajectòria, la qual cosa no provocaria cap emissió de radiació X. Per tant, el fotó emès pot tenir una energia molt variable. Un feix continu d'electrons que xoquin amb l'ànode donarà lloc a un feix de fotons heterogenis, de diferents energies.
L'espectre de raigs X en funció de la longitud d'ona no presenta un màxim, ja que s'emeten fotons de totes les energies des de zero al valor de l'energia cinètica de l'electró. Existeix un valor mínim de longitud d'ona que correspon al fotó que s'allibera amb tota l'energia cinètica de l'electró, que resta aturat. Aquest valor mínim és predit per la mecànica quàntica, però no per l'electrodinàmica clàssica. Si l'electró s'accelera amb una diferència de potencial de 60 kV durà una energia de 60 keV i la longitud d'ona mínima {\textstyle \lambda _{\text{mín}}} es pot calcular amb la fórmula que relaciona l'energia d'un fotó {\displaystyle E} i la seva freqüència {\displaystyle f} mitjançant la constant de Planck {\displaystyle h}:
{\displaystyle E=hf=h{\frac {c}{\lambda }}\quad \quad \lambda ={\frac {hc}{E}}}{\displaystyle \lambda _{\text{mín}}={\frac {hc}{E}}={\frac {6,63\times 10^{-34}\,{\text{J s}}\cdot 3\times 10^{8}\,{\text{m/s}}}{60\,000\,{\text{eV}}\cdot 1,602\times 10^{-19}\,{\text{J/eV}}}}=20,7\times 10^{-12}\,{\text{m}}=20,7\,{\text{pm}}}

## Radiació de frenada en processos naturals

Un buit en un orbital intern és ocupat per un electró d'un orbital extern emetent un fotó de raigs X. Si aquest fotó és absorbit per un electró extern surt de l'àtom a gran velocitat (efecte Auger).

La radiació de frenada és un dels processos pels quals els raigs còsmics dissipen part de la seva energia a l'atmosfera terrestre. Els raigs X solars han estat atribuïts a la radiació de frenada generada per electrons ràpids que passen a través de la matèria en la part de l'atmosfera solar anomenada cromosfera.
La radiació de frenada interna es produeix en el procés de desintegració radioactiva de la desintegració β, que consisteix en la producció i emissió d'electrons (o positrons, electrons positius) per part de nuclis atòmics inestables o la captura per part dels nuclis d'un dels seus propis electrons en òrbita. En el procés de captura electrònica, un electró intern d'un àtom és capturat pel nucli atòmic, iniciant la transformació d'un protó nuclear en un neutró i reduint el nombre atòmic en una unitat. L'orbital buit del electró intern és ràpidament omplert per un electró de la capa externa, produint un fotó característic de raigs X. La relaxació d'un nucli excitat a un estat d'energia inferior també provoca, a vegades, l'emissió d'un fotó de raigs X. No obstant això, els fotons emesos en la majoria de les transicions nuclears d'aquest tipus tenen una energia encara més alta que els raigs X, pertanyen a la regió dels raigs γ en l'espectre electromagnètic.

## Aplicacions
Les aplicacions de la radiació de frenada són la majoria d'aplicacions dels raigs X.

### Medicina

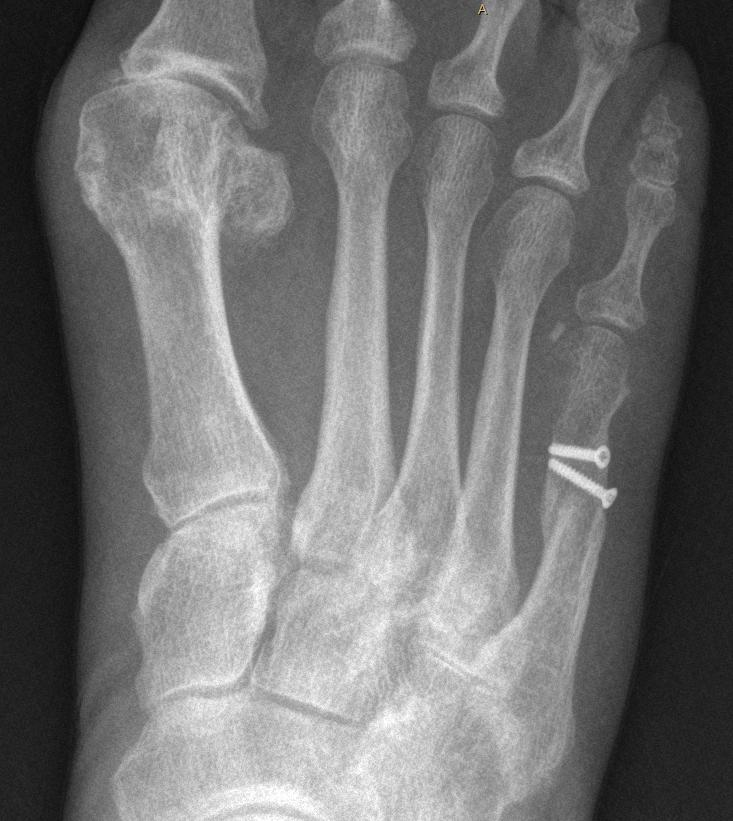
Radiografia d'una mà després d'una operació de traumatologia.

Les radiografies del cos són una eina de diagnòstic indispensable en la medicina moderna. La imatgeria mèdica permet la detecció no intrusiva de cavitats dentals, fractures òssies, objectes estranys i condicions de malalties com el càncer. Les imatges de raigs X estàndard diferencien fàcilment entre os i teixit tou; un contrast addicional entre diferents àrees de teixit tou s'aconsegueix injectant un mitjà de contrast radiològic, un líquid o gas comparativament opac als raigs X. En la dècada dels 70 es desenvolupà una potent tècnica d'imatges de raigs X, la tomografia computada (TC). Ara en ús generalitzat, les tomografies computades produeixen imatges detallades de resolució altes de seccions transversals d'òrgans i estructures internes; són molt més sensibles a petites variacions de densitat que les imatges de raigs X convencionals.
Com amb altres formes de radiació ionitzant, els raigs X provoquen canvis bioquímics en les cèl·lules vives. Un fotó de raigs X d'alta energia diposita la seva energia alliberant electrons dels àtoms i molècules. Aquests electrons lliures poden ionitzar addicionalment altres espècies neutres. A través d'aquest procés, es formen ions reactius i radicals lliures, que donen lloc a més reaccions químiques. La química induïda per la radiació pot trencar els enllaços moleculars necessaris per al creixement cel·lular i induir danys genètics. Tot i que hi ha riscos significatius per a la salut associats a l'exposició als raigs X, les teràpies de radiació aprofiten aquests efectes per tractar tumors malignes i trastorns de la sang com la leucèmia. Els raigs X (i els raigs γ d'energia més alta) es dirigeixen als teixits objectiu; els danys moleculars resultants bloquegen el creixement de les cèl·lules malaltes. Les cèl·lules normals properes, també exposades als raigs X ionitzants, són típicament més capaces de reparar-se.

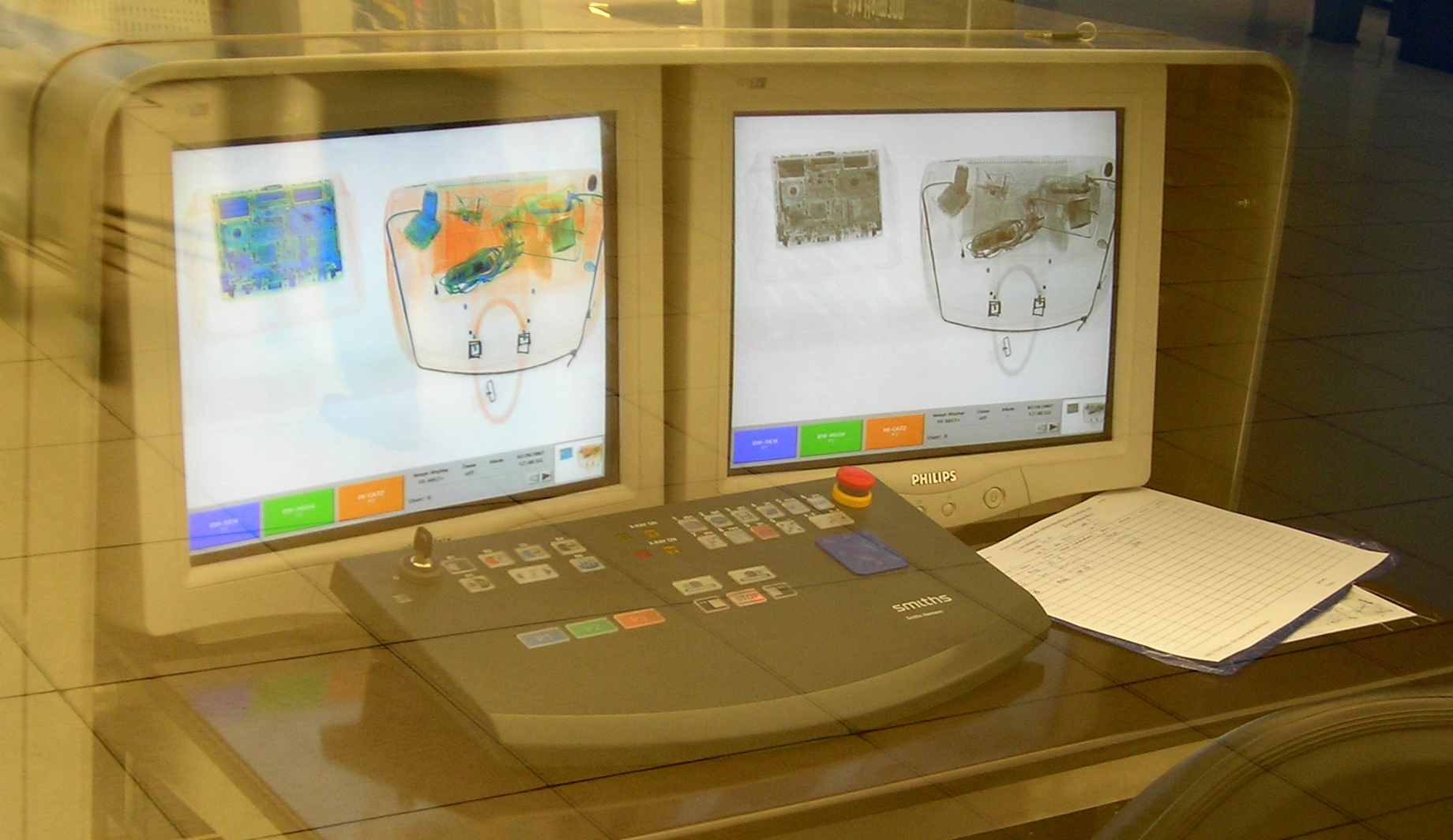
Imatges d'un escàner de raigs d'equipatges.

### Indústria

El logotip Radura s'afegeix als productes alimentaris irradiats per tal d'indicar que han sigut sotmesos a aquest tractament.

Els raigs X són una eina de diagnòstic potent per revelar l'estructura i la composició dels materials. L'excel·lent utilitat de les imatges de raigs X deriva de l'absorció diferencial de raigs X pels materials de diferent densitat, composició i homogeneïtat. En una aplicació comuna, els raigs X s'utilitzen per a l'examen ràpid del contingut dels equipatge en els punts de control d'aeroports, entrades d'edificis oficials, etc.. En la indústria, les imatges de raigs X s'utilitzen per detectar defectes no destructius en peces que són inaccessibles a l'observació directa.
En indústries agrícoles s'utilitza la irradiació d'alguns aliments amb raigs X, raigs γ i feixos d'electrons per inhibir selectivament el creixement de bacteris com la Salmonella i l'Escherichia coli, eliminar insectes, endarrerir la germinació i la maduració, per esterilitzar i per a conservar.

### Recerca científica

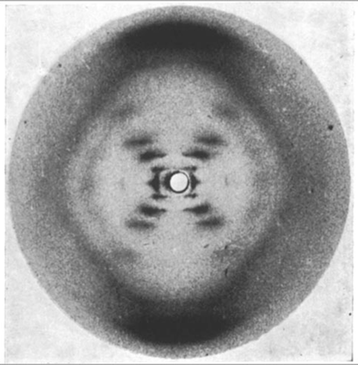
Imatge obtinguda per Rosalyn Franklin de l'estructura de l'ADN mitjançant difracció de raigs X.

Els microscopis de raigs X són capaços de magnificar imatges d'absorció de raigs X per resoldre característiques en escala d'uns 40 nm (40 × 10–9 m), o aproximadament 400 diàmetres atòmics. Aquesta resolució, aproximadament cinc vegades major que la que s'aconsegueix amb els millors microscopis de llum visible, és possible a causa dels petits efectes de difracció associats amb les longituds d'ona molt curtes dels raigs X. Els microscopis de raigs X solen funcionar amb raigs X «suaus» (longituds d'ona dins del rang de 1 a 10 nm) i es basen en òptiques reflectives o «plaques de zona» per aconseguir el focus. Com que l'aigua és relativament transparent en la regió dels raigs X suaus, aquests microscopis són ideals per estudiar materials biològics en un ambient aquós. Una altra tècnica d'absorció sofisticada, anomenada EXAFS (estructura fina d'absorció de raigs X estesos), és capaç d'identificar l'ordre a curt termini dels àtoms i les molècules en mostres inestables de cristalls i sòlids amorfos.
Les tècniques de difracció de raigs X, o cristal·lografia de raigs X, permeten la determinació d'estructures cristal·lines en materials inorgànics, orgànics i biològics. L'estructura atòmica detallada de l'àcid desoxiribonucleic (ADN) de doble hèlix fou revelada per James Watson i Francis Crick mitjançant els estudis de cristal·lografia de raigs X de Maurice Wilkins i Rosalind Franklin.

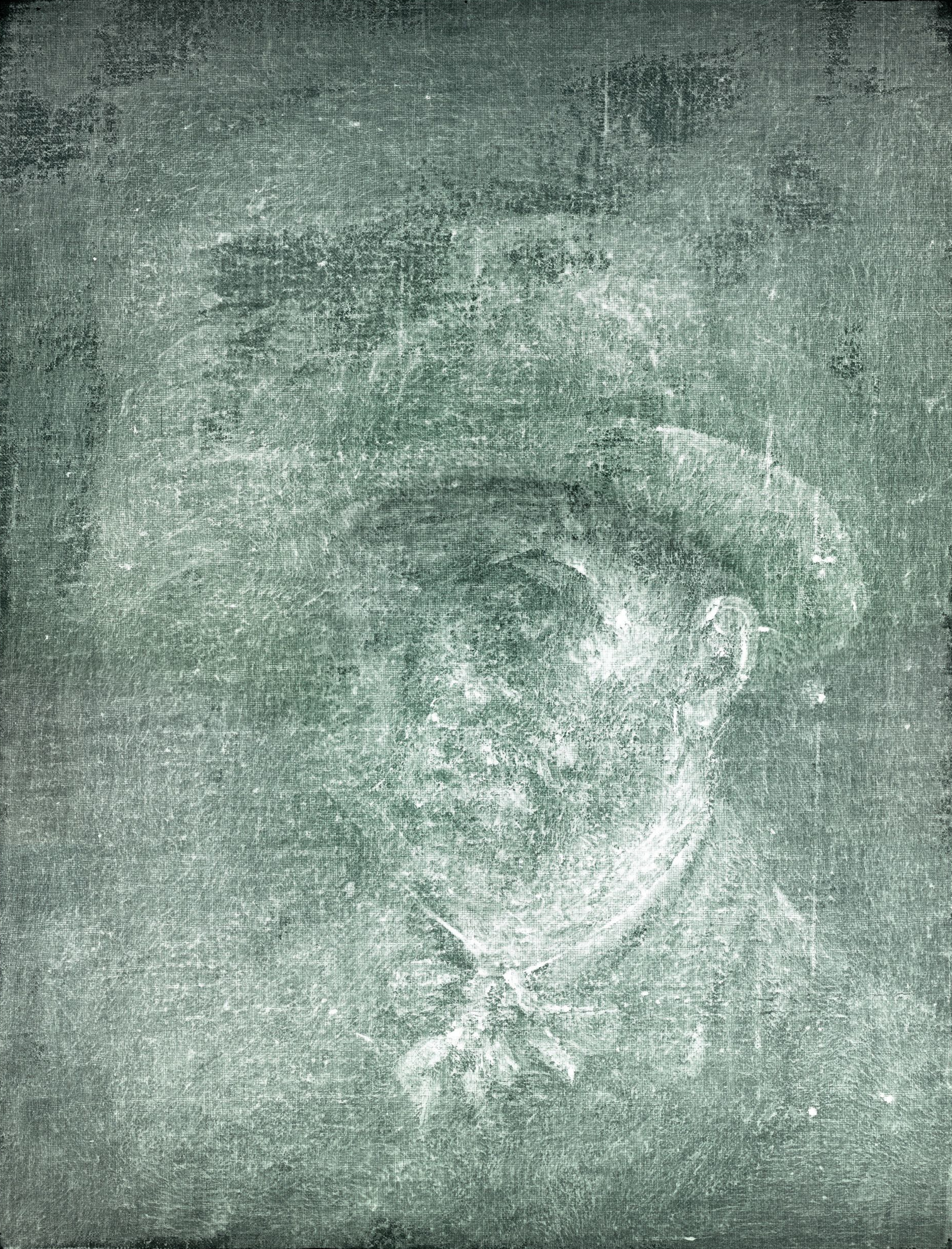
Imatge de raigs X d'un autoretrat de Vincent van Gogh, pintat al revers de 'El cap d'una camperola’,

La fluorescència de raigs X és un mètode complementari per a l'anàlisi quantitativa de la composició dels materials. En aquesta tècnica, una mostra s'exposa a un feix d'electrons o un feix de raigs X primaris; les excitacions atòmiques resultants donen lloc a emissions de raigs X amb longituds d'ona característiques dels elements presents en la mostra. La microsonda electrònica utilitza aquest procés per identificar els components de regions de la mostra tan petites com uns pocs micròmetres (1 μm = 10–6 m).
Les tècniques de fluorescència i difracció de raigs X són mètodes valuosos per a l'anàlisi no destructiva d'objectes d'art. Les tècniques de pinzellada i les disposicions de pigments pintats en pintures a l'oli, la presència de recobriments i vernissos, i les composicions de vidres, porcellanes i esmalts es revelen mitjançant l'anàlisi de raigs X.